# Microbiologie adaptation et pathogénie
 (décembre 2021).
Le laboratoire Microbiologie Adaptation et Pathogénie (MAP) est une unité de recherche spécialisée dans l'adaptation et la pathogénie des microorganismes dont le siège est situé à Villeurbanne, dans le département du Rhône.
Le laboratoire travaille sous plusieurs tutelles : le CNRS (UMR 5240), l'INSA de Lyon et l'université Claude Bernard Lyon 1 ; une coopération est aussi établie avec l'entreprise privée Bayer CropScience. 

## Historique
Le laboratoire est né de la fusion en 2005 de l'unité de Microbiologie et Génétique (UMR 5122) et du laboratoire de Physiologie des plantes et des champignons lors de l'infection (UMR 2847).

## Organisation
Les études sont effectuées par huit équipes de recherche :
- facteurs de virulence de la bactérie phytopathogène Erwinia chrysanthemi ;
- structure de la chromatine et dynamique des réseaux de régulation de la virulence ;
- bactéries et métaux: métabolisme, homéostasie et résistance ;
- mécanismes de virulence et de multi-résistance chez les Legionella ;
- génétique moléculaire des levures ;
- génomique fonctionnelle des champignons pathogènes des plantes ;
- ARN régulateurs et adaptation ;
- signalisation et génétique de la compétence des bactéries pathogènes.